# Ben Felix Jochum

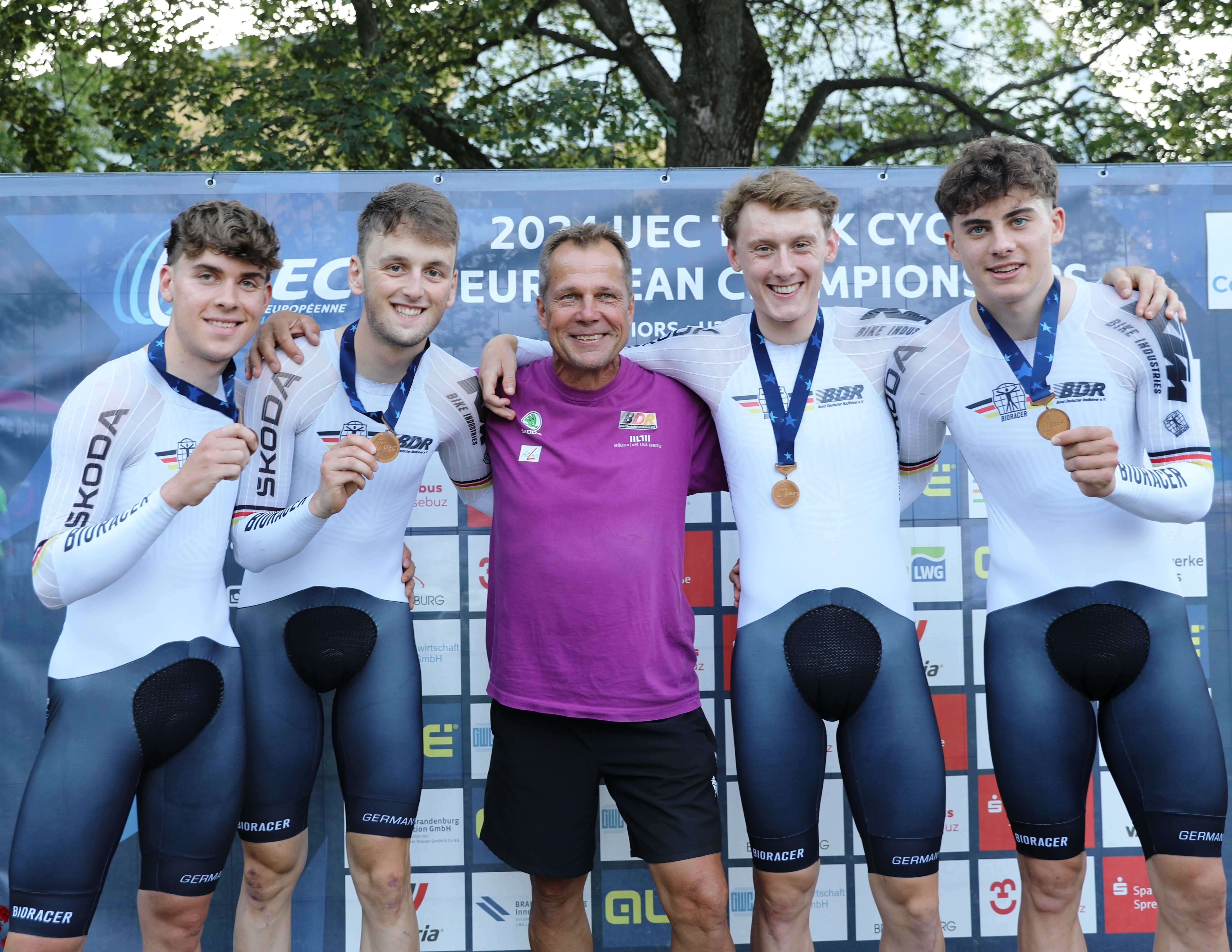
U23-EM, Bronze in der Mannschaftsverfolgung (v. l. n. r.): Bruno Keßler, Ben Felix Jochum, Trainer Frank Augustin, Leon Arenz und Benjamin Boos

Ben Felix Jochum (* 30. Januar 2004 in Wuppertal) ist ein deutscher Radsportler, der bei Rennen in Straßen- und Bahnradsport startet.

## Sportlicher Werdegang
Bevor Ben Felix Jochum sich 2017 dem Radsport zuwandte, war er als Fußballer sowie als Leichtathlet sportlich aktiv. 2018 wurde er mit Leon Arenz deutscher Schüler-Meister im Zweier-Mannschaftsfahren auf der Bahn. Auf der Straße wurde er 2020 deutscher Jugend-Meister im Einzelzeitfahren. 2021 errang er bei den Junioren-Bahnweltmeisterschaften in Kairo mit Benjamin Boos, Luis-Joe Lührs, Jasper Schröder und Nicolas Zippan die Goldmedaille in der Mannschaftsverfolgung und belegte in der Einerverfolgung Platz vier. Im Jahr darauf gewann er bei den Junioren-Bahnweltmeisterschaften mit Tobias Müller, Bruno Keßler, Jasper Schröder und Leon Arenz die Silbermedaille in der Mannschafts- und Bronze in der Einerverfolgung. Ebenfalls 2022 wurde er deutscher Junioren-Meister im Mannschaftszeitfahren.
2023 erhielt Jochum einen Vertrag beim Team Lotto-Kern Haus. In der Folge startete er bei zahlreichen Straßenrennen, unter anderem bei der Deutschland Tour 2024 und dem Giro Next Gen, bei den U23-Bahneuropameisterschaften in Cottbus belegte er mit Arenz, Kessler und Boos Platz drei in der Mannschaftsverfolgung. Im Oktober 2024 wurde Ben Felix Jochum für die Bahn-Weltmeisterschaften in Kopenhagen nominiert.

## Erfolge

### Bahn
2018
- Deutscher Schüler-Meister – Zweier-Mannschaftsfahren (mit Leon Arenz)

2021
- Junioren-Weltmeister – Mannschaftsverfolgung (mit Benjamin Boos, Luis-Joe Lührs, Jasper Schröder und Nicolas Zippan)

2022
- – Junioren-Weltmeisterschaft – Mannschaftsverfolgung (mit Tobias Müller, Bruno Keßler, Jasper Schröder und Leon Arenz)
- – Junioren-Weltmeisterschaft – Einerverfolgung
- Junioren-Europameisterschaft – Einerverfolgung, Mannschaftsverfolgung (mit Bruno Keßler, Tobias Müller, Jasper Schröder und Leon Arenz)
- Deutscher Junioren-Meister – Mannschaftsverfolgung (mit Leon Arenz, Louis Leidert und Tobias Müller)

2024
- U23-Europameisterschaft – Mannschaftsverfolgung (mit Leon Arenz, Bruno Keßler und Benjamin Boos)
- Weltmeisterschaft – Mannschaftsverfolgung (mit Benjamin Boos, Tim Torn Teutenberg, Bruno Keßler und Felix Groß)

2025
- Deutscher Meister – Mannschaftsverfolgung (mit Max-David Briese, Tim Torn Teutenberg, Lucas Liß und Tobias Müller)
- U23-Europameisterschaft – Mannschaftsverfolgung (mit Moritz Binder, Benjamin Boos, Max-David Briese und Bruno Keßler)

### Straße
2020
- Deutscher Jugend-Meister – Einzelzeitfahren

2022
- Deutscher Junioren-Meister – Mannschaftszeitfahren (mit Leon Arenz, Henri Appelbaum und Tobias Müller)

## Ehrungen und Auszeichnungen
- 2023: Wuppertaler Triangulum in Gold[4]